# Risperidon
Risperidon (Risperdal®) behoort tot de atypische antipsychotica. Het middel is geregistreerd voor gebruik bij de behandeling van schizofrenie, ernstige agressie bij dementie, en manische episodes. Artsen zetten risperidon ook in bij andere aandoeningen als bipolaire stoornis, sommige depressies en het syndroom van Gilles de la Tourette. In lage doseringen wordt het ook ingezet bij stoornissen in het autismespectrum.
De stof is opgenomen in de lijst van essentiële geneesmiddelen van de WHO.

## Werking
Van risperidon is niet bekend hoe het exact werkt. Er bestaan wel enkele theorieën over hoe risperidon werkt en wel is bewezen dat risperidon kan helpen om bepaalde symptomen van psychiatrische stoornissen te verhelpen. Het is een atypisch antipsychoticum met sterke antiserotonerge (5-HT2) en antidopaminerge (-D2) activiteit en met matige α1-blokkerende eigenschappen. Risperidon heeft een gering α2-blokkerend en antihistaminerg (-H1) vermogen. Het heeft geen affiniteit tot de cholinerge receptor.

## Bijwerkingen
Om de kans op tardieve dyskinesie, een ongeneeslijke bijwerking die bij langdurig gebruik van hoge doses antipsychotica kan optreden, zo klein mogelijk te maken moet zo laag mogelijk worden gedoseerd.
Op 11 april 2005 heeft de Amerikaanse Food and Drug Administration een waarschuwing uitgegeven dat bij ouderen, die dement zijn, en een gedragsstoornis hebben die met risperidon wordt behandeld, de sterftekans met een factor 1,6 tot 1,7 toeneemt.
Behalve mogelijke bijwerkingen als diabetes, beroertes en gewichtstoename, kan het middel een verhoogd prolactinegehalte veroorzaken, hetgeen borstvorming (ook bij jongens) en andere klachten zoals onregelmatige menstruatie tot gevolg kan hebben. Een onderzoek uit 2006, gefinancierd door de producent, toonde aan dat borstvorming "slechts" bij 1 op de 40 jongens optrad. Enige tijd geleden onthulde the Huffington Post dat tijdens dit onderzoek is gerommeld met de data en dat in werkelijkheid de kans op borstvorming 1 op 20 is.

## Omzetting
Metabolisering verloopt via CYP2D6 tot o.a. actief 9-hydroxyrisperidon (= paliperidon) met eenzelfde activiteit als risperidon. Risperidon en 9-hydroxyrisperidon vormen samen de actieve antipsychotische fractie.

## Waarschuwing na registratie
Op 2 oktober 2013 verscheen er een brief met een waarschuwing van de fabrikant tegen het gebruik van risperidon tijdens staaroperaties.